# Phanerotoma arakakii
Phanerotoma arakakii är en stekelart som beskrevs av Herbert Zettel 1990. Phanerotoma arakakii ingår i släktet Phanerotoma och familjen bracksteklar. Inga underarter finns listade i Catalogue of Life.